# 와이즈버즈
와이즈버즈(영어: Wisebirds)는 대한민국의 RTB 미디어 광고 기업이다. 본사는 경기 성남시 수정구 금토로 69, 5층 (금토동,다우디지털스퀘어)에 위치해 있으며 대표이사는 김종원이다. 틱톡과 협업관계에 있다.

## 역사
- 2024년 740억원에 애드이피션시 인수하였다.[3]
- 2025년 한국 최초로 틱톡 마케팅 파트너스(TikTok Marketing Partners, TMP) 프로그램에 선정되었다[4]

## 테마주
김종원 대표이사가 건국대학교 동문이란 이유로 김한길 국민통합위원장의 테마주로 분류되고 있다

## 같이 보기
- 틱톡
- 페이스북
- 모비데이즈

## 참고문헌
1. ↑  박상인, 와이즈버즈, 틱톡 금지법 미국 의회 통과...국내 최초 페이스북 마케팅 파트너 수혜 부각, 이투데이, 2024년 4월 24일
2. ↑  와이즈버즈 기자간담회 Press Kit, 2020.06.05
3. ↑  김진현, 와이즈버즈, 애드이피션시 '740억' 인수 마침표, 넘버스, 2024-03-04
4. ↑  와이즈버즈, 국내 첫 틱톡 마케팅 파트너스 선정에 급등 머니S 2025-03-31
5. ↑  신항섭, 들썩이는 총리후보 테마주…한덕수 테마주 급등, 뉴시스, 2022/03/31